# Августа-Виктория фон Хоенцолерн
Вижте пояснителната страница за други личности с името Виктория.
Августа-Виктория фон Хоенцолерн е германска принцеса от рода Хоенцолрн-Зигмаринген и съпруга на португалския крал Мануел II. Тъй като се омъжва за Мануел II след детронирането му от престола и обявяването на Португалия за република, Августа-Виктория никога не е била официално кралица на Португалия.
Родена е на 19 август 1890 г. в Потсдам, Германия, като Августа Виктория Вилхелмина Антония Матилда Лудовика Йозефина Мария Елизабет, принцеса на Хоенцолерн. Дъщеря е на принц Вилхелм фон Хоенцолерн и на принцеса Мария-Тереза от Двете Сицилии.
По бащина линия е племенница е на румънския крал Фердинанд I.
На 4 септември 1913 г. Августа-Виктория се омъжва за бившия португалски крал Мануел II, който е детрониран и прогонен от страната си три години по-рано. Мануел II и Августа-Виктория са втори братовчеди, правнуци на португалската кралица Мария II да Глория. Бракът е сключен в църквата на замъка Хоенцолерн, а бракосъчетанието извършва патриархът на Лисабон. На младоженеца кумуват принцът на Уелс, бъдещият крал Едуард VIII, и испанският крал Алфонсо XIII. Присъстват представители на кралските семейства на Германия, Франция, Италия, Румъния и на много германски княженски родове. След двудневните тържества и медения месец, прекаран в Мюнхен, Август-Виктория заболява и се оттегля от активен обществен живот. През по-голямата част от времето живее със съпруга си в Англия. Бракът с Мануел II, тих и хармоничен съюз, продължава до смъртта на Мануел II през 1932 г., но двамата не се сдобиват с деца.
На 23 април 1939 г. Августа -Виктория се омъжва за граф Робърт фон Дъглас-Лангенщайн, глава на шведкия клон на шотландския клан Дъглас. С новия си съпруг Августа-Виктория също се намира в роднински отношения – двамата са трети братовчеди и потомци на великия херцог Карл Фридрих фон Баден. По това времен Виктория-Авгиста е на 49 години, а Робърт е на 69 години. Графът умира през 1955 г., а Август Виктория – на 29 август 1966 г. в Айгелтинген, Западна Германия.